# 芯驰科技
芯驰科技是中華人民共和國一家研发车规处理器芯片产品的科技公司。2020年9月28日，芯驰科技完成A轮5亿人民币融资，本轮融资由和利资本领投，经纬中国、中电华登等老股东大比例跟投。